# David Hodges
David Hodges (n. 5 decembrie 1978 în Little Rock, Arkansas, SUA) este un compozitor, producător, pianist și vocalist, care a vândut peste 50 de milioane de înregistrări.  El este bine cunoscut de pe vremea când era un membru în trupa Evanescence, de unde a plecat în 2002. De asemenea, a făcut parte și din trupele Trading Yesterday, The Age of Information și Avox.

## Carieră

### 1999-2002: Evanescence și albumele creștine
Lui Hodges i s-a propus să i se alăture trupei Evanescence în anul 1999 și să ajute la scrierea versurilor pentru demoul Origin și pentru albumul lor de debut, Fallen. El a decis sa plece în decembrie 2002 pentru că a crezut ca el conducea trupa într-o sferă mai rock creștină, decât cea pe care o doreau Ben Moody și Amy Lee. Cei doi au anunțat că trupa nu este asociată cu genul acesta de muzică, adică rock creștin. În 2004, Hodges a câștigat două premii Grammy cu trupa, la categoria Best Rock Performance și Best New Artist.

### 2003-2007: Trading Yesterday / The Age of Information
În 2003, Hodges și Mark Colbert au decis să formeze o trupă, numită Trading Yesterday.  Formația, care la vremea respectivă îi avea ca membrii pe Hodges (voce, chitară acustică si pian), Colbert  (baterie) și Steven McMorran (chitară bas), care a lansat un CD demo, numit The Beauty and the Tragedy, în 15 mai 2004. Tot atunci, ei au semnat un contract cu Epic Records și s-au mutat în Los Angeles, California, ca să înregistreze albumul de debut. Acesta a fost terminat în prima jumatate a anului 2005 și singălul „One Day” a fost lansat în soundtrackul filmului Stealth.  Pe 15 noiembrie 2005, Trading Yesterday a rupt contractul cu casa de discuri, Epic Records și au rămas o trupă independentă. Tobosarul si co-fondatorul  Colbert,  a părăsit formația în vara lui 2006 pentru a începe o carieră ca și inginer audio.  Trupa a lucrat la albumul „More than this”, dar care nu a fost niciodată lansat în mod oficial, datorită ruperii legaturii cu Epic, însa a apărut pe internet în decembrie 2006. Cu toate acestea a fost relansat în septembrie 2011 pe Amazon și iTunes. 
În august 2007, Trading Yesterday și-au schimbat numele în The Age of Information și au adăugat noi membrii: Josh Dunahoo și Will Hunt.  Odată cu schimbările de nume, au venit și schimbările în ceea ce priveste sunetul,  de la acustic la electric.  Următorul album, Everything is Broken, a fost lansat în septembrie 2007.

### 2008: Proiecte solo
În iulie 2008, s-a anunțat faptul ca Hodges a fost desemnat de casa de discuri, Warner Bros.Records, să producă un album solo. Primul set, numit The Rising EP, a fost lansat digital în 11 august 2009.  Hodges a anunțat la începutul lui 2012 că Warner Bros au renunțat la el. Totuși, el a reușit să își lanseze muzica fără ajutorul unei case de discuri. În toamna lui 2010, Hodges a lansat un nou proiect alaturi de vechiul lui prieten, John Campbell, al saisprezecelea album de cantece , caracterizat de un sound electronic mai dark pentru TV și Film. In octombrie 2011, Hodges a lansat și albumul intitulat Kings & Thives, care are 12 cantece scrise  de către el, Steven Miller și alți artiști.